# Миниатюра (литература)
 Тази статия е за литературния термин.  За други значения вижте Миниатюра.  
Миниатюрата в литературното творчество е малко по размерите си литературно произведение, което се отличава с дълбочина на съдържанието, лаконичност и изисканост на формата. Литературните миниатюри могат да са както в мерена, така и в немерена реч и се отнасят към различни литературни родове и видове, например стихотворение, разказ, очерк, пиеса и други.
Примери за поетични миниатюри са:
- „Миниатюри“ на Кирил Христов,
- „Недомлъвки“ и „Varia“ на Стоян Михайловски,
- „Сън за щастие“ на Пенчо Славейков,
- „Фрагменти“ на Атанас Далчев,
- „Стихове в паласките“ на Веселин Ханчев, и други.

Примери за разкази-миниатюри са:
- „Старец“ на Максим Горки,
- „Хирургия“ на Антон Чехов,
- „Подрумчета“ на Ангел Каралийчев
- сборникът с разкази „Черни разкази“ на Елин Пелин,
- сборникът с разкази „Отломки“ на Орлин Василев,
- сборникът с разкази „Миниатюри“ на Пелин Велков, и други.